# Alexios Fetsios
Alexios Fetsios (in greco Αλέξιος Φέτσιος?; fl. XIX secolo) è stato un tiratore a segno greco.

## Carriera
Partecipò al tiro a segno delle prime Olimpiadi moderne che si svolsero ad Atene. Prese parte alla competizione della carabina libera, senza ottenere risultati di livello, mentre nella carabina militare ottenne 894 punti, classificandosi all'undicesimo posto.